# Maturowy Stawek
Maturowy Stawek je malé osamocené pleso v Dolině Lejowe v Západních Tatrách v Polsku. Leží v nadmořské výšce 1380 m těsně západně pod Maturowym Siodlem.

## Okolí
Jeho břehy jsou porostlé smrkovým lesem.

## Vodní režim
Pleso náleží k povodí Dunajce. Po většinu roku je vyschlé. Voda se v něm objevuje převážně na jaře a po delších deštích.

## Přístup
Pleso není veřejnosti přístupné.